# South Western Main Line
La South Western Main Line è una linea ferroviaria britannica. Collega Londra a Weymouth.  Serve importanti aree urbane, tra cui Londra, Southampton e Bournemouth. Attraversa Londra e le contee Surrey, Hampshire e Dorset.